# Батурина, Мартин
Ма́ртин Бату́рина (хорв. Martin Baturina; род. 16 февраля 2003, Сплит) — хорватский футболист, полузащитник клуба «Комо» и сборной Хорватии. Участник чемпионата Европы 2024.

## Клубная карьера
Батурина — воспитанник клубов «Хайдук Сплит», Сплит и «Динамо» Загреб. 16 мая 2021 года в матче против «Горицы» он дебютировал в чемпионате Хорватии в составе последнего. 5 марта 2022 года в поединке против «Шибеника» Мартин забил свой первый гол за «Динамо». По итогам дебютного сезона он помог клубу выиграть чемпионат.

## Международная карьера
18 ноября 2023 года в отборочном матче чемпионата Европы 2024 против сборной Латвии Батурина дебютировал за сборную Хорватии.

## Статистика выступлений

### Клубная
| Выступление      | Выступление      | Выступление      | Лига | Лига | Кубки | Кубки | Континент | Континент | Итого | Итого |
| Клуб             | Лига             | Сезон            | Игры | Голы | Игры  | Голы  | Игры      | Голы      | Игры  | Голы  |
| ---------------- | ---------------- | ---------------- | ---- | ---- | ----- | ----- | --------- | --------- | ----- | ----- |
| Динамо (Загреб)  | Первая лига      | 2020/21          | 2    | 0    | 0     | 0     | 0         | 0         | 2     | 0     |
| Динамо (Загреб)  | Первая лига      | 2021/22          | 13   | 2    | 2     | 0     | 3         | 0         | 18    | 2     |
| Динамо (Загреб)  | Первая лига      | 2022/23          | 34   | 6    | 4     | 0     | 11        | 0         | 49    | 6     |
| Динамо (Загреб)  | Первая лига      | 2023/24          | 32   | 5    | 4     | 2     | 15        | 1         | 51    | 8     |
| Динамо (Загреб)  | Первая лига      | 2024/25          | 23   | 4    | 2     | 0     | 10        | 2         | 35    | 6     |
| Динамо (Загреб)  | Итого            | Итого            | 104  | 17   | 12    | 2     | 39        | 3         | 155   | 22    |
| Всего за карьеру | Всего за карьеру | Всего за карьеру | 104  | 17   | 12    | 2     | 39        | 3         | 155   | 22    |

1. ↑  Кубок Хорватии
2. ↑  Лига чемпионов УЕФА, Лига Европы УЕФА, Лига конференций УЕФА

## Достижения
Клубные
«Динамо» (Загреб)
- Чемпион Хорватии (2): 2021/22, 2022/23
- Обладатель Суперкубка Хорватии (2): 2022, 2023